# 胡貝圖斯赫厄山 (格拉茨高地)

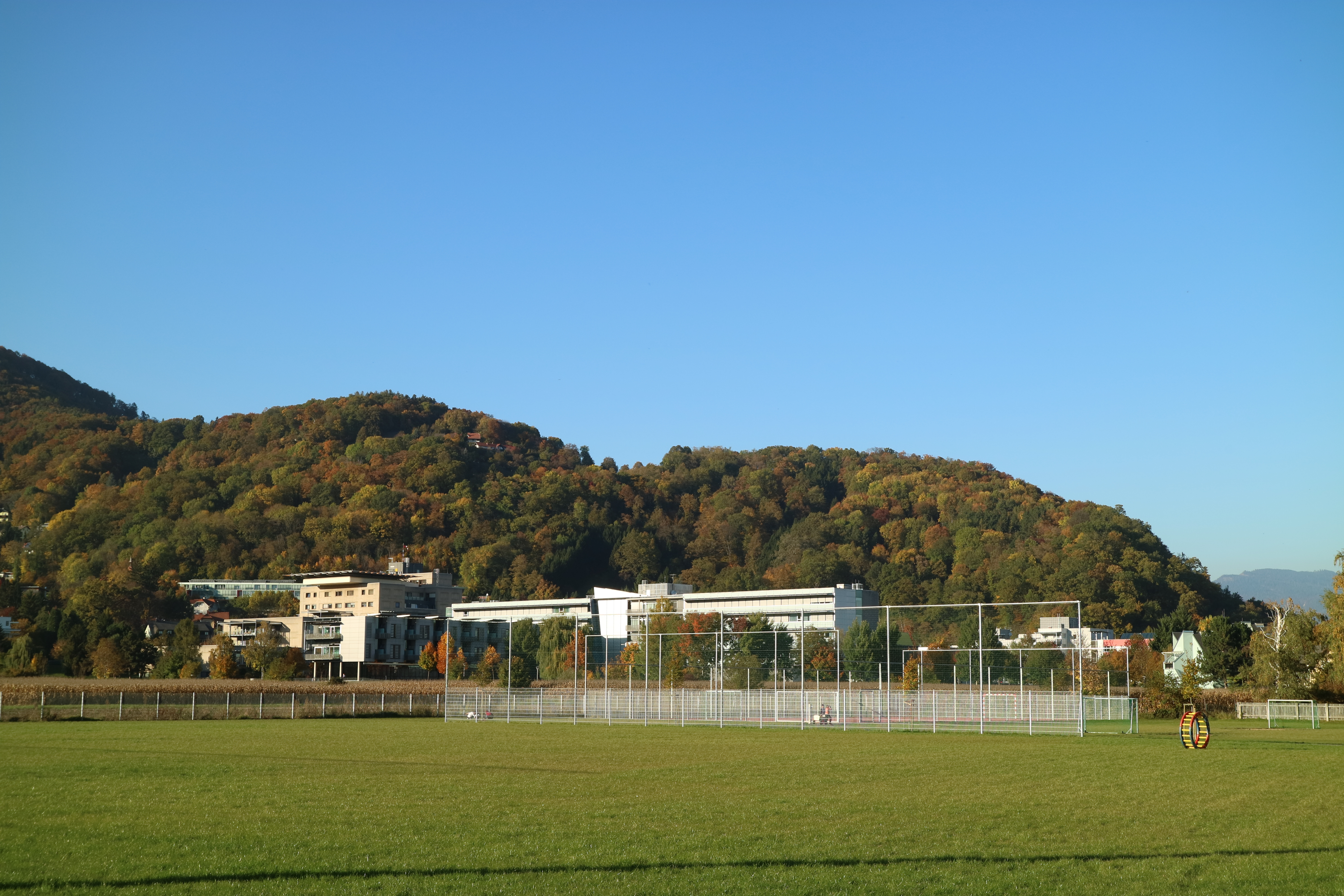

47°05′06″N 15°23′43″E / 47.085081°N 15.395341°E
胡貝圖斯赫厄山（德語：Hubertushöhe），是奧地利的山峰，位於該國東南部，由施泰爾馬克州負責管轄，屬於格拉茨高地的一部分，海拔高度562米，每年平均降雨量1,671毫米。